# Jeremiah Brown
Pour les articles homonymes, voir Brown.
Jeremiah Brown, né le 25 novembre 1985 à Hamilton (Ontario), est un rameur d'aviron canadien.

## Palmarès

### Jeux olympiques
- 2012 à Londres,  Royaume-Uni
  -  Médaille d'argent en huit

### Championnats du monde
- 2011 à Bled,  Slovénie
  -  Médaille de bronze en huit